# June Afternoon
June Afternoon – singel szwedzkiego duetu Roxette. Został wydany w styczniu 1996 r. jako trzeci promujący album Don’t Bore Us, Get to the Chorus!. Piosenka została nagrana z członkami zespołu Gyllene Tider. Pierwotnie miała zostać wydana na solowym albumie Pera Gessle The World According to Gessle.

## Utwory

### CD1
- June Afternoon
- Seduce Me (demo August 22, '90)
- June Afternoon (demo July 17, '94)